# Prijenosni omjer
Prijenosni omjer ili prijenosni odnos prijenosnika (oznaka: i) je omjer brzina ulaznog (pogonskog) i izlaznog (gonjenog) člana prijenosnika. Kod zupčanog prijenosnika obodna brzina ulaznog (pogonskog) i izlaznog (gonjenog) zupčanika mora biti jednaka:
{\displaystyle v=r_{A}\cdot \omega _{A}=r_{B}\cdot \omega _{B}\!}
gdje je: rA – polumjer kinematske kružnice pogonskog (ulaznog) zupčanika, rB – polumjer kinematske kružnice gonjenog (izlaznog) zupčanika, ωA – kutna brzina pogonskog (ulaznog) zupčanika, ωB – kutna brzina gonjenog (izlaznog) zupčanika.
Broj zubiju zupčanika z je razmjeran polumjeru zupčanika, pa vrijedi:
{\displaystyle {\frac {\omega _{A}}{\omega _{B}}}={\frac {r_{B}}{r_{A}}}={\frac {z_{B}}{z_{A}}}.}
gdje je: zA – broj zubiju pogonskog zupčanika, zB – broj zubiju gonjenog zupčanika. Prema tome, prijenosni omjer zupčanog prijenosnika je:
{\displaystyle i={\frac {\omega _{A}}{\omega _{B}}}={\frac {n_{A}}{n_{B}}}={\frac {z_{B}}{z_{A}}}.}
Iz ove jednadžbe se može zaključiti da je broj zubiju gonjenog (izlaznog) zupčanika veći od pogonskog zupčanika, ali isto da se pogonski zupčanik okreće brže od gonjenog zupčanika. Prema najnovijim ISO propisima treba prijenosnom omjeru dodati negativni predznak ako je smjer vrtnje jednog zupčanika suprotan smjeru vrtnje drugog zupčanika.
Momenti sile T se odnose:
{\displaystyle i={\frac {T_{B}}{T_{A}}},}
gdje je: TA – moment sile pogonskog (ulaznog) zupčanika, TB -  moment sile gonjenog (izlaznog) zupčanika.
Ako je prijenosni omjer prijenosnika veći od 1 (R ˃ 1), onda se kod tog prijenosnika kutna brzina smanjuje na izlazu, pa se takvi prijenosnici nazivaju reduktori. Prednost reduktora je da mu se moment sile na izlazu povećava. 
Ako je prijenosni omjer prijenosnika manji od 1 (R ˂ 1), onda se kod tog prijenosnika kutna brzina povećava na izlazu, pa se takvi prijenosnici nazivaju multiplikatori. Nedostatak multiplikatora je da mu se moment sile na izlazu smanjuje.
Kod remenskog i tarnog prijenosa podjelimo promjer pogonske remenice s promjerom gonjene remenice.

## Prijenosni omjer kod ručnog mjenjača automobile
Kolika će biti najveća brzina automobila, ovisi o tome kolika je najveća snaga njegovog motora. Motor razvija najviše snage pri visokim okretima (na primjer: najveća brzina je 140 km/h pri 5500 okretaja u minuti). Automobilski kotači prosječne veličine se međutim pri 140 km/h okrenu samo 54 850 puta na sat i zato ih motor ne može pokretati izravno. Potreban je uređaj koji će učiniti da se pogonski kotači automobila okrenu samo otprilike jedanput dok se koljenasto vratilo motora okrene četiri puta. 
To prilagodavanje okreta obavlja prijenosni odnos u diferencijalu. Odnos između okreta motora i kotača je u ovom slučaju jednak prijenosnom odnosu u diferencijalu i obično iznosi oko 4:1. Taj prijenosni odnos je dovoljan za ravnomjernu, dovoljno veliku brzinu po ravnome. Međutim na usponu se brzina vožnje smanji. Smanje se i broj okretaja motora. Zbog svojstva motora s unutrašnjim izgaranjem da pri nižem broju okreta imaju manje snage, motor jednostavno ne može savladati uspon, posustaje i na kraju se zaustavi. Da bi se po potrebi motoru mogao povećati broj okreta, a da se pri tome ne povećava i broj okreta kotača, potrebno je povećati omjer okretaja motora u odnosu na okrete kotača. To se postiže mjenjačem brzine.

### Prijenosni omjeri automobila
Kod manjih automobila je prijenosni omjer prvog stupnja približno 3,5:1. Ako mjenjač ima četiri stupnja prijenosa, onda sljedeći stupnjevi imaju približno ove odnose: 2:1 u drugom stupnju, 1,4:1 u trećem stupnju i 1:1 u četvrtom (izravnom) stupnju. S prijenosom u diferencijalu se prijenosni omjer za toliko pomnoži.
Ako je prijenosni omjer u diferencijalu na primjer 4:1, ukupni prijenosni odnosi su na primjer: u 1. stupnju 4:1 x 3,5:1 = 14; u 2. stupnju 4:1 x 2:1 = 8; u 3. stupnju 4:1 x 1,4:1 = 5,6; u 4. stupnju 4:1 x 1:1 = 4. U mjenjačima s pet stupnjeva prijenosa su ti omjeri nešto veći.
Što je manja razlika u prijenosnom omjeru dvaju susjednih stupnjeva, to lakše i brže se po pravilu može uključivati iz jednog u drugi stupanj. Kod jačih motora mogu prijenosni odnosi biti manji, nižu se otprilike ovako: 2,8:1, 1,8:1; 1,3:1; 1:1. Jači motori mogu imati i mjenjač s tri stupnja prijenosa. U tom je slučaju doduše odnos 1. stupnja približno 2,8:1, ali 2. stupanj ima odnos prijenosa oko 1,5:1, a to je nekako između 2. i 3. stupnja mjenjača koji ima četiri stupnja.

### Mjenjač s dvama glavnim vratilima
Kada je motor ugrađen blizu pogonskih kotača, obično je diferencijal smješten između motora i mjenjača. Tako je u automobilima s prednjim pogonom ili s motorom straga. Snagu s motora u mjenjač prenosi vratilo ugrađeno iznad diferencijala, a snagu iz mjenjača u diferencijal prenosi usporedno, niže smješteno vratilo. Zupčanici potrebni za različite stupnjeve prijenosa, nalaze se na oba vratila. Ali za svaki stupanj uvijek je u zahvatu samo jedan par zupčanika. To je mjenjač s dvama glavnim vratilima.

### Mijenjanje stupnjeva prijenosa
Budući da su zupčanici u mjenjaču stalno u zahvatu, ne mogu svi biti čvrsto uklinjeni na svojim vratilima, jer bi u tom slučaju mjenjač bio blokiran. Zupčanici koji u određenom trenutku nisu potrebni uključenom stupnju prijenosa, moraju se stoga okretati u prazno, drugim riječima ne smiju biti čvrsto uklinjeni na vratilu. U većini mjenjača to se izvodi tako da se zupčanici jednog vratila čvrsto ukline na vratilu i uvijek se okreću zajedno s njim, dok se zupčanici drugog vratila okreću u prazno i vezuju se za vratilo tek kad se uključi određeni stupanj prijenosa. Tada par zupčanika prenosi snagu. Zupčanike s vratilom čvrsto povezuje zupčasta spojka koja je naglavljena na vratilo tako da se okreće skupa s njim, ali se po žljebovima može pomicati u aksijalnom (uzdužnom) smjeru vratila.
Na obodu spojke je žlijeb u koji zahvaća vilica za pomicanje. Kad vozač uključi određeni stupanj prijenosa, ručicom mjenjača pomakne polugu mjenjača, a vilica koja je na poluzi pomakne određenu zupčastu spojku k zupčaniku određenog stupnja prijenosa. Zupčasta spojka se čvrsto uklini sa zupčanikom i tako uspostavi čvrstu vezu zupčanika i vratila. Kandžasta spojka omogućava lako mijenjanje stupnjeva. Zupčaste spojke i zupčanici mjenjača imaju na bočnoj strani posebna, kandžasta ozubljenja koja međusobno naliježu. Kad se spojka pomakne k zupčaniku, ozubljenja na legnu jedno na drugo i spojka i zupčanik se zahvate.
Obično je zupčana spojka kandžasto ozubljena na obje strane da bi se po potrebi mogla čvrsto zahvatiti s lijevim ili desnim zupčanikom. U medupoložaju između zupčanika zupčasta spojka nije zahvaćena ni s jednim ni s drugim i tada se oba zupčanika mogu slobodno okretati na vratilu.
Mjenjači kod kojih je jedan od stupnjeva prijenosa (obično najviši) direktan, imaju zupčanu spojku i za uključivanje izravnog stupnja prijenosa, kada treba izravno povezati pogonsko i pogonjeno vratilo.

### Sinkronizirani mjenjač
U ranijim mjenjačima, gotovo da je bilo nemoguće mijenjati stupnjeve prijenosa bez škripe i struganja. Ponekad je trebalo brzo potisnuti ručicu mjenjača u novi položaj da bi se druga dva zupčanika mogla zahvatiti. Takvo mijenjanje je bilo bučno i uvijek popraćeno trzajima. Važno je da se pri uključivanju kandžaste spojke oba ozubljena vijenca okreću što ujednačenijom brzinom, da bi se mogla zahvatiti bez trenja. Ranije je uključivanjem višega stupnja prijenosa vozač morao praviti stanku u praznom hodu, da se pogonski dio zbog trenja i otpora ulja uspori i prilagodi brzinu pogonjenom dijelu. Još je teže bilo pri mijenjanju naniže: vozač je morao za vrijeme stanke u praznom hodu otpustiti spojku i dodati takozvani međugas, da bi povećao broj okreta motora i time okrete pogonskog elementa; zatim je ponovno morao pritisnuti spojku i uključiti stupanj prijenosa.
Danas je to gotovo zaboravljeno. U zupčaste spojke ugrađeni su uređaji za sinkronizaciju, koji automatski osiguravaju gladak prijelaz iz jednog stupnja u drugi. Obično su u sinkroniziranim mjenjačima sinkronizirani svi stupnjevi prijenosa. Danas se još rijetko gdje nade automobil u kojem nije sinkroniziran prvi stupanj prijenosa.
Sinkronizacija radi na načelu klizne spojke: na zupčanoj su spojci i zupčaniku prijenosa po jedan vanjski i unutrašnji stožac. Pri uključivanju stupnja prijenosa, stožaste se klizne površine pritisnu tako da se izjednače brzine pogonskog vratila i zupčanika koji se prije toga na njemu slobodno okretao. Tek nakon toga se zupčasta spojka pomakne naprijed, da se spoje kandžasti vijenci.

### Sinkronizacija sa zaporom
Zaporni prsten sprečava pomicanje kandžastog prstena naprijed, a s tim i čvrsto zahvatanje dvaju kandžastih vijenaca sve dok zupčanici ne postignu jednake obodne brzine. Sa sinkroniziranim mjenjačem sa zaporom može se uspostaviti spoj dijelova koji se okreću samo kad se oni okreću jednakom brzinom. Ako na primjer vozač ne pritisne papučicu spojke do kraja, ne može ručicu mjenjača potisnuti u položaj nekog drugog stupnja prijenosa. Ima više sinkronizacija sa zaporom, ali sve rade na istom načelu: kad uključujete stupanj prijenosa, koče veće zupčanike, a ubrzavaju manje.